# Serrata coriolis
Serrata coriolis is een slakkensoort uit de familie van de Marginellidae. De wetenschappelijke naam van de soort is voor het eerst geldig gepubliceerd in 2008 door Boyer.